# Boruta Zgierz (hokej na lodzie)
Boruta Zgierz – polski klub hokeja na lodzie z siedzibą w Zgierzu. Rozwiązany w 1993 roku.

## Historia
Zespół działał jako sekcja klubu Boruta Zgierz. Występował w rozgrywkach II ligi oraz III ligi. W sezonach ligowych rywalizował z inną lokalną drużyną, Włókniarzem Zgierz. Drużyna rozgrywała mecze na lodowisku w hali MOSIR w Zgierzu przy ul. Wschodniej 2. Przez klub przewinęło się wielu znanych reprezentantów Polski i olimpijczyków. Z powodu problemów finansowych zespół został zlikwidowany w 1993 roku.

## Zawodnicy
- Jan Stopczyk - jeden z najlepszych napastników polskiego hokeja. Wychowanek Boruty (1975–1977, potem gracz ŁKS Łódź (1977–1979 i (1981–1987), Legii Warszawa (1979–1981), TTH Toruń (1995), HC Bydgoszcz (1996) i klubów włoskich i belgijskich. W polskiej lidze podczas 13 sezonów rozegrał 360 meczów, strzelając 245 goli. Zdobywca Złotego Kija redakcji "Sportu" dla najlepszego hokeisty kraju (1987). Zwycięzca "punktacji  kanadyjskiej" w tym samym roku oraz król strzelców polskiej ligi w 1984 roku. Uczestnik Igrzysk Olimpijskich w Sarajewie (1984) i Calgary (1988) oraz pięciu turniejów o mistrzostwo świata.
- Józef Stefaniak - wychowanek Boruty Zgierz, jeden z najlepszych środkowych napastników w historii hokeja. Zawodnik Boruty Zgierz (1956-1961), Gryfa Toruń (1961–1962), Pomorzanina Toruń (1962–1969), ŁKS Łódź (1969–1976) i austriackiego EHC Lustenau (1977–1980). Olimpijczyk z Innsbrucku (1964), m.in. 2-krotny król strzelców ligowych (1966 i 1969), rozegrał w sumie 386 meczów, zdobył 298 goli, 103-krotny reprezentant Polski, strzelec 34 bramek i uczestnik 7 turniejów o Mistrzostwo Świata.

## Sezony
- 1960: II liga (beniaminek)[1]
- 1963: II liga – 6. miejsce (Grupa Północna)
- 1966: II liga – 3. miejsce (Grupa Północna)
- 1974: II liga – 4. miejsce (Grupa Północna)
- 1976: II liga – 4. miejsce (Grupa Północna)
- 1977: II liga – 3. miejsce (Grupa Północna)
- 1978: II liga – 5. miejsce (Grupa Północna), spadek
- 1979: III liga – 1. miejsce (Grupa Północna), awans
- 1980: II liga – 10. miejsce (Grupa Północna), spadek
- 1981: III liga –
- 1982: III liga – awans
- 1983: II liga – 5. miejsce (Grupa Północna), spadek
- 1984: II liga –
- 1985: II liga – 9. miejsce oraz 5. miejsce w Pucharze II ligi
- 1986: II liga – 6. miejsce (Grupa Północna)
- 1987: II liga – 1. miejsce (Grupa Północna), 6. miejsce w turnieju finałowym
- 1988: II liga – 8. miejsce
- 1989: II liga – (miejsce poniżej 4.)
- 1990: II liga – 5. miejsce